# سرو چینی
سِرو چینی (نام علمی: Capricornis milneedwardsii) نام یک گونه از سرده سِرو است.

## نگارخانه

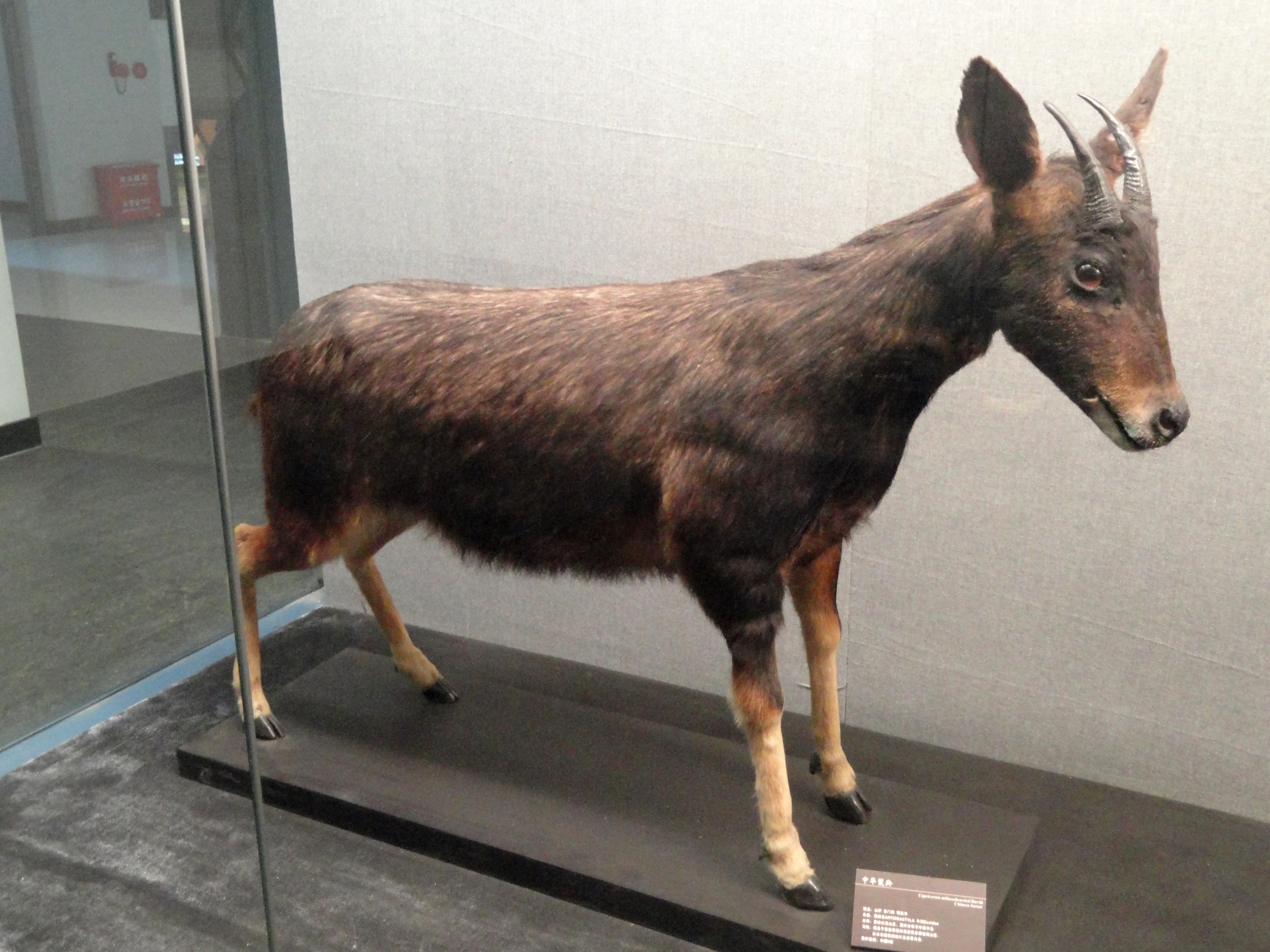
تاکسیدرمی

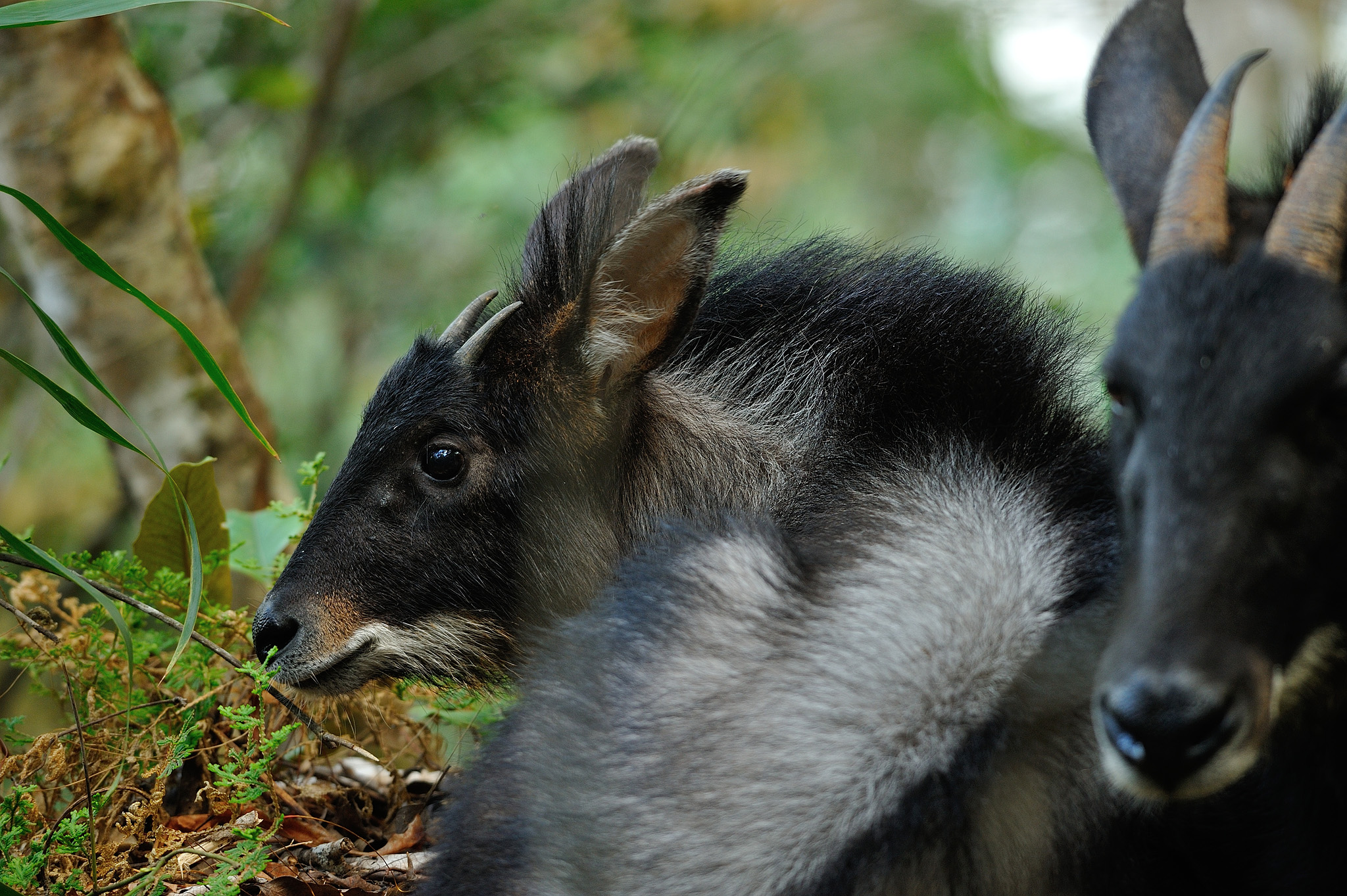
سرو ماده بهمراه بزغاله‌اش